# تپه گوریالی
تپه گوریالی مربوط به دوره ساسانیان - سده‌های اولیه دوران‌های تاریخی پس از اسلام است و در شهرستان خمین، بخش مرکزی، دهستان صالحان، روستای خوگان واقع شده و این اثر در تاریخ ۲۰ اسفند ۱۳۸۵ با شمارهٔ ثبت ۱۸۰۴۷ به‌عنوان یکی از آثار ملی ایران به ثبت رسیده است.